# Muzeum města Brna

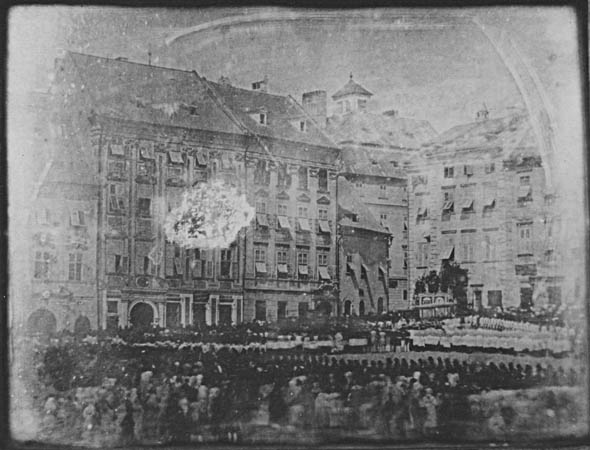
Bedřich Franz: Slavnost Božího těla na Zelném trhu v Brně, foto Bedřich Franz, 10. června 1841, daguerrotypie ze sbírky Muzea města Brna

Muzeum města Brna (zkráceně MuMB) je muzejní institucí, jejímž zřizovatelem je město Brno. Muzeum se věnuje odborné vědecké, kulturní a vzdělávací činnosti, jejímž tématem je město Brno, a spravuje rozsáhlé sbírky zachycující kulturní dědictví moravské metropole.

## Historie
Počátky městského muzea sahají k roku 1896, kdy byla v prostorách starého Zemského domu (dnešní Nové radnice) instalována obrazová galerie zámožného měšťana Heinricha Gomperze. Obrazy, které Gomperz odkázal městu, se staly základem městského muzea, zřízeného oficiálně 20. března 1900. Jeho slavnostní otevření v prostorách Nové radnice se odehrálo až roku 1904. Muzeum tedy nejdříve sídlilo v dnešní Nové radnici. Ve třicátých letech 20. století, kdy byla budova adaptována pro potřeby magistrátu, musela instituce hledat nové zázemí. Našla jej v budově Městského dvora na Šilingrově náměstí. V této době také došlo ke spojení městského muzea s městským archivem, které trvalo do roku 1948. K významnějšímu rozvoji instituce dochází od 50. let 20. století. Stoupá počet odborných pracovníků, narůstají sbírky muzea a instituce se roku 1960 stěhuje do svého nového působiště – na hrad Špilberk, který je dodnes její hlavní budovou.

## Současnost
Muzeum města Brna je tradiční a přední českou muzejní institucí. Sídlí v několika budovách, které zároveň reprezentují dějiny města a jsou jeho významnými památkami.
- Hrad Špilberk – je centrální budovou muzea, sídlem administrativy, knihovny, fotoarchivu, většiny odborných pracovníků. Prostory hradu slouží jako depozitář i místo jak stálých expozic, tak i dalších výstav především k dějinám a kultuře Brna.
- Měnínská brána – je místem pro stálou expozici, příležitostné přednášky i krátkodobější výstavy.
- Vila Tugendhat – významná památka moderní architektury světového významu. Slouží i jako malá expozice a badatelské centrum k dějinám objektu a moderní architektury.
- Arnoldova vila - nově zrekonstruovaná historická vila, která slouží především jako "centrum dialogu", věnující se architektuře a historii. Konají se zde kulturní akce jako debaty, přednášky a workshopy. Součástí vily je také kavárna Cecilie Café.[2]